# パシフィック大学 (オレゴン州)
パシフィック大学（英: Pacific University）は、アメリカ合衆国オレゴン州に拠点を置く私立大学である。最初のキャンパスは、160年以上前に設置されたもので、ポートランドの38 km西方、フォレストグローヴ市内に位置する。オレゴン州内の4つのキャンパスから構成され、それぞれフォレストグローヴ、ポートランド、ユージーン、ヒルズボロの各市にある。
1849年に開学したテュアラティン・アカデミーを前身とし、今日パシフィック大学に在籍する学生数はおよそ3,200人を数える。キリスト連合教会により設立され、「キリストと彼の国のために」（ラテン語：Pro Christo et Regno Ejus、英語訳：For Christ and His Kingdom）を校訓とする。今日ではキリスト連合教会との公式な提携はないが、同組織との緊密な関係は依然として続いている。今日のパシフィック大学は小さな私立独立系リベラルアーツ校であり、教育学、検眼学、文筆、医療専門職の大学院プログラムを提供している。

## 歴史
タビサ・ブラウンというマサチューセッツ出身の開拓者が黎明期にあったアップルゲート街道を通ってオレゴン・カントリーに入植したのは1846年のことであった。オレゴンに到着したブラウンは、アップルゲート街道隊の孤児教育を計画するハーヴェイ・L・クラーク師の援助を行い、1847年にフォレストグローヴに孤児院を設立した。1848年3月、テュアラティン・アカデミーが同孤児院から発足し、クラークは200エーカー（80.9ヘクタール）の土地を同校に寄贈した。ジョージ・H・アトキンソンは同校の設立を唱導し、長老教会派と会衆派教会の信者の支援のもとアカデミー創設を援助した。エリザ・ハート・スパルティングはホイットマン使節団の一人だったが、同校最初の教師となった。
テュアラティン・アカデミーの公式な設立許可がオレゴン準州議会により下されたのは1849年9月29日のことであった。クラーク師は理事会の初代代表に就任し、後にさらに150エーカー（60.7ヘクタール）の土地を同校に寄贈した。1851年、今日オールド・カレッジ・ホールと呼ばれる建物が完成し、1853年にはシドニー・H・マーシュがテュアラティン・アカデミーの初代総長に就任した。現在のキャンパスがアカデミーに譲渡されたのは1851年である。1854年、校名が現行のパシフィック大学に改称された。第1回の卒業式は1863年に行われたが、この時の卒業生はハーヴェイ・W・スコットただ一人であった。

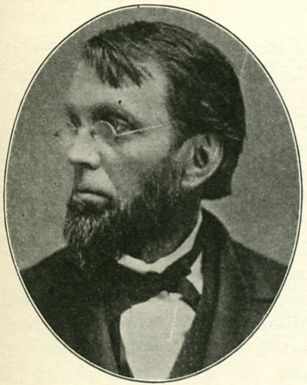
シドニー・マーシュ初代総長

1872年、当時起こっていた近代化運動の一環として、3人の日本人がパシフィック大学に入学し、1876年に卒業した。田村初太郎、斎藤金平、能勢栄の3名である。総長のマーシュが1879年に死去すると、ジョン・R・ハリックが後任に就いた。1890年代後半、卒業生の一人がパシフィック大学に中国の小像を一体寄贈した。この小像はある中国人家族から購入したもので、その家族は家紋として使っていたという。この像は複数の神話上の生物が混ざったような外見をしているが、単に「龍犬」（dragon dog）と呼ばれ、パシフィック大学のマスコット「ボクサー」の由来となっている。
1895年に完成したマーシュ・ホールはパシフィック大学初代総長の名に因んで命名され、パシフィック大学キャンパスの中核として機能した。カーネギー図書館（現：カーネギー・ホール）は1912年に開館した煉瓦作りの図書館であるが、アンドリュー・カーネギーの財団が慈善活動の一環として提供した資金をもとに建てられたものである。図書館の設計は、ポートランドの建築設計事務所ウィデン・アンド・ルイスが担当した。1915年、入学前学校だったテュアラティン・アカデミーが州内の公立高校数の増加を受けて閉校した。1920年までにパシフィック大学は30エーカー（12.1ヘクタール）の土地に5棟の建物を有し、25万米ドルの運営資金を構える規模に発展していた。
マーシュ・ホールは1975年、建物内部で火事があったが、その骨組みは保存され、1977年に建物が再オープンする形で落ち着いた。フィリップ・D・クレイトン博士は2003年8月、パシフィック大学第16代総長に就任、2009年6月まで任期を務めた。2005年、ロックバンド「キッス」のギタリスト、トミー・セイヤーがパシフィック大学理事会に選出。パシフィック大学第17代総長のレスリー・M・ハリックは2009年5月19日に就任している。

## キャンパス
パシフィック大学はオレゴン州フォレストグローヴ市、ポートランド市、ユージーン市、ヒルズボロ市にキャンパスがある。
パシフィック大学の中枢となる建物はフォレストグローヴ・キャンパスにあり、マーシュ・ホールという名称が付いている。マーシュ・ホールにはいくつかの教室や教員のオフィスがあるほか、学資援助課、学生課、大学情報サービス課、学資管理課、事務所、登録課、総長室、学長室、大学連携室など諸々の管理事務所が収められている。パシフィック大学で最初の図書館となったカーネギー・ホールは1階建てのレンガ造りの建物で、以前は教育学部の一部を収めていたこともあったが、現在は心理学科の拠点ともなっている。現在、教育学部は新しく建てられたLEED（Leadership in Energy and Environmental Design、環境性能評価システム）認定のバーグランド・ホールに移っている 。
2006年、保健専門職キャンパスがヒルズボロにあるLEED金賞認定の5階建ての建物に設立された。この建物は2009年7月30日にフィリップ・D・クレイトン・ホールとして献呈された。
教育学部はユージーン中心街にあるユージーン・キャンパスにも所在する。
保健専門職学部の心理学科の一部はポートランド・キャンパスにあり、ポートランド検眼クリニックに併設されている。
パシフィック大学は現在、規模を拡大しつつある。最新でLEED認定を受け1150万米ドルを費やした大学図書館が2005年に完成した。新しい学生寮であるバーリンガム・ホールは2006年8月に完成し、LEED認定で金賞の評価を受けている。2008年2月にオープンし、教育学部、経営学科、バーグルンド・インターネット研究センターが入居したバーグランド・ホールも、LEED金賞認定を受けている。2008年秋には、さらにもう一つのLEED金賞認定の学生寮、A・C・ギルバート・ホールがキャンパス北西部にオープンした。

## 教育プログラム
全国調査において、パシフィック大学は「限定された大学院課程を有する地域型の私立リベラルアーツ大学」カテゴリーで常に高い評価を得ている。全学生のおよそ半数が教養学部の学部生であり、もう半分が検眼学部、教育学部、保健専門職学部の大学院生となっている。
大学院教育では、パシフィック大学はおそらく検眼学科で名を馳せているが、同大学は検眼学のほか、保健専門職学部を通じて理学療法、作業療法、医療助手研究、専門職心理学、航空衛生学、薬学、医療経営管理学修士といった多岐に渡る医療系教育プログラムを展開している。
パシフィック大学はまた、全分野をカバーする学部レベルのリベラルアーツ学位課程や、教育学部を有している。教育学部が提供する学部課程の専攻に、幼少教育と小学校教育がある。教育学部が提供する大学院課程のプログラムは数多く、フレックス（MAT/MAT Flex）、特別教育（MAT Special Education）、カリキュラム研究（M.Ed. in Curriculum Studies）があるほか、検眼学部との合同プログラムとして「学習における視覚機能」のプログラムが提供されている。
2007年、パシフィック大学の文筆学修士（MFA in Wiriting）のプログラムは、ローレジデンシー型（Low-residency program）のMFA（Master of Fine Arts）プログラムで全米5傑に数えられた。

## 運動競技
パシフィック大学の運動競技プログラムは、北西部協議会（Northwest Conference）のNCAA Division IIIに属する。パシフィック大学は1926年の同カンファレンス設立時の設立メンバーの1校であった。
20の競技種目プログラムがある。男子では野球、バスケットボール、クロスカントリー、アメリカンフットボール、ゴルフ、サカー、水泳、テニス、陸上、レスリングがあり、女子でバスケットボール、クロスカントリー、ゴルフ、ラクロス、ソフトボール、サッカー、水泳、テニス、陸上、バレーボール、レスリングである。2009年5月22日、大学は2010年よりアメリカンフットボールのプログラムを再び提供すると通達した。
パシフィック大学の女子レスリングプログラムは、アメリカ国内で大学による資金援助を受けている僅か5つの代表チームの一つに数えられている。同チームは、2007年に始まった国立大学レスリング連盟の女子区分に所属している。
フォレストグローブ・キャンパスの他の建物と同様に、パシフィック大学の運動施設もここ10年で大きな改築や変化を見た。大学の主要運動施設である「パシフィック運動競技センター」は2000年に大規模な改築工事を行った。2008年には「リンカーンパーク運動競技複合施設」が完成。パシフィック大学とフォレストグローブ市がパートナーシップを組むこの施設は、フィールドターフと呼ばれるサッカー・ラクロス場、9つのレーンを有するトラック、新しい野球スタジアム、ソフトボールスタジアムを収めている。2008年10月には、キャンパスの北東部に「プレクシペーブ」と呼ばれる6面のテニスのハードコートの建設工事が開始された（4月までに完成予定）。

## 学生生活

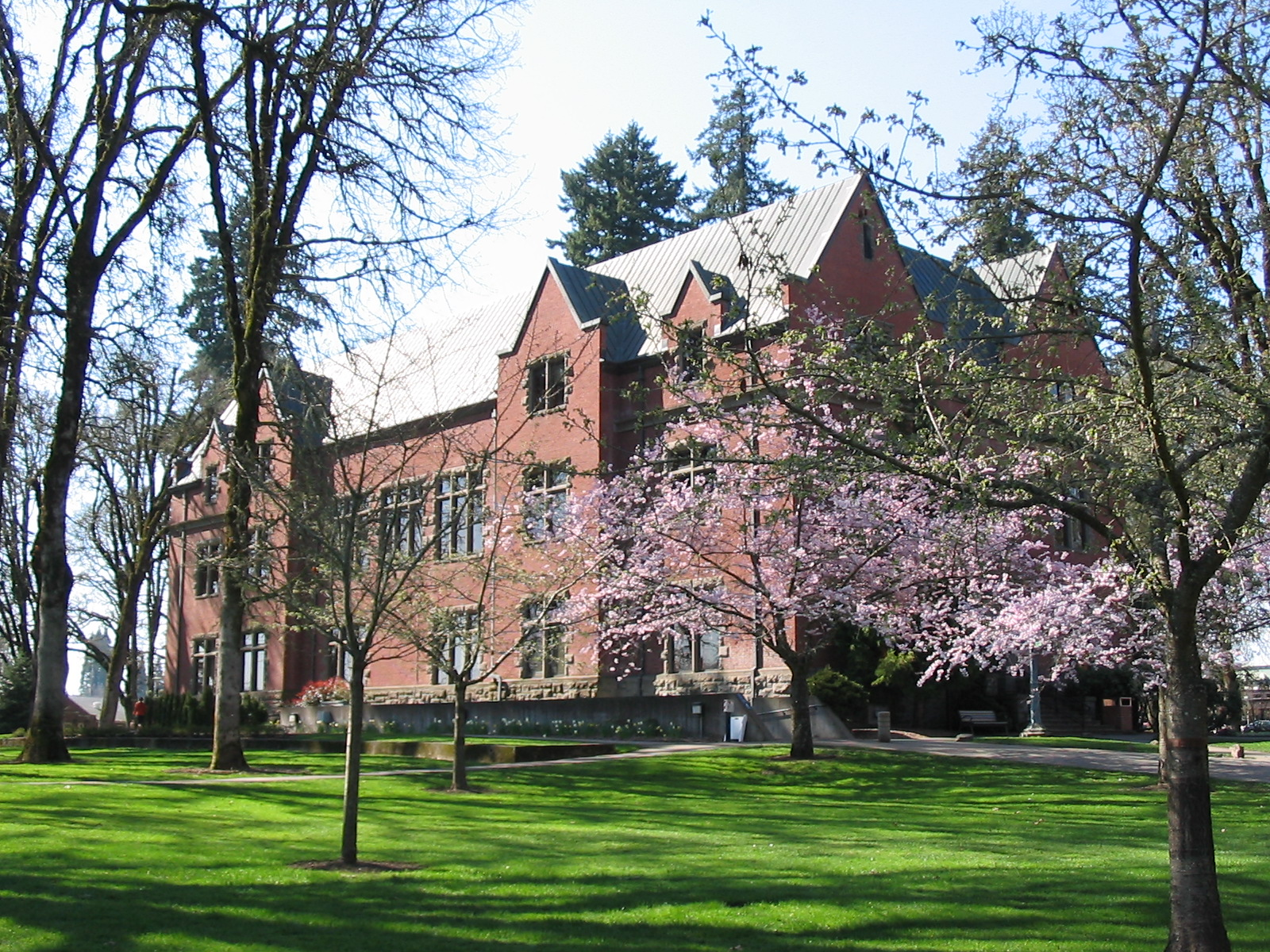
マーシュ・ホール

パシフィック大学の学内新聞として、1893年創刊の『ザ・パシフィック・インデックス』がある。1894年にはイヤーブック『ハート・オブ・オーク』が創刊した。
パシフィック大学の社交団体はすべてキャンパス独自の団体であり、全国的な団体はない。

### フラタニティ
- ГΣ - ガンマ・シグマ。通称「ガンマ」。1863年設立[30]。
- ΑΖ - アルファ・ゼータ。通称「AZs」。1867年設立。
- ΠΚΡ - パイ・カッパ・ロー。通称「パイ・ローズ」。2004年設立。

### ソロリティ
- ΑΚΔ - アルファ・カッパ・デルタ。通称「AKDs」。
- ΘΝΑ - シータ・ニュー・アルファ。通称「ゼータズ」。
- ΦΛΟ - ファイ・ラムダ・オミクロン。通称「ファイロズ」。
- ΔΧΔ - デルタ・カイ・デルタ。通称「デルタズ」または「DCDs」。1959年設立、2001年再設立。

## 著名な出身者

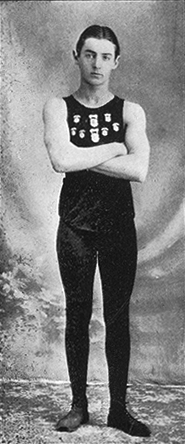
パシフィック大学で社交団体に所属していた当時のA・C・ギルバート（1902年）

- レス・オーコイン（1969年卒）：オレゴン州第1選挙区選出の米国下院議員（1975年〜1992年在任）
- ウィリアム・A・バートン（1969年卒）：オレゴン州の著名な人身傷害弁護士、作家
- リック・ダンサー[31]
- ダニエル・ゴート（テュアラティン・アカデミー在籍）：教育者、新聞記者、州会議員[32]
- アルフレッド・カールトン・ギルバート（1902年テシュアラティン・アカデミー卒）：オリンピック出場者、イレクターセットの発明者
- アウグストゥス・C・キニー：同州アストリアの医師、結核の専門医師[33][34]
- オラウス・ミュリー（1912年卒）：環境保全論者、哺乳類学者
- ハーヴェイ・W・スコット（1963年卒）：パシフィック大学で最初の卒業生、『オレゴニアン』紙の編集者
- トーマス・H・タン（1868年卒）：オレゴン州第1選挙区選出の米国下院議員
- カルヴィン・ルロイ・ヴァン・ペルト（1949年卒）：第二次世界大戦退役軍人
- ナンシー・ウィルソン（1976年、無学位）：ロックバンド「ハート」のギタリスト兼ボーカリスト

## 関連文献
- Drury, Clifford Merrill.  'Henry Harmon Spalding: Pioneer of Old Oregon." Caxton Printers, Caldwell, ID, 1936.
- Miranda, Gary. Splendid Audacity: The Story of Pacific University, 2000.
- Smith, Alvin T. Original diaries at Pacific University Archives
- Spalding, Henry H., in collections of Oregon Historical Society, Protestant Missions in the Pacific Northwest